# Feria de Milán
La Feria de Milán (en italiano Fiera di Milano) es la principal exposición comercial de Italia y una de la más importantes de la Unión Europea. Fue instituida en el 1906, al inaugurarse el Túnel del Sempione. Está compuesta por dos complejos: el del centro, FieraMilanoCity, y el de las afueras, FieraMilano Rho/Pero, que es el más reciente y el de mayor importancia.

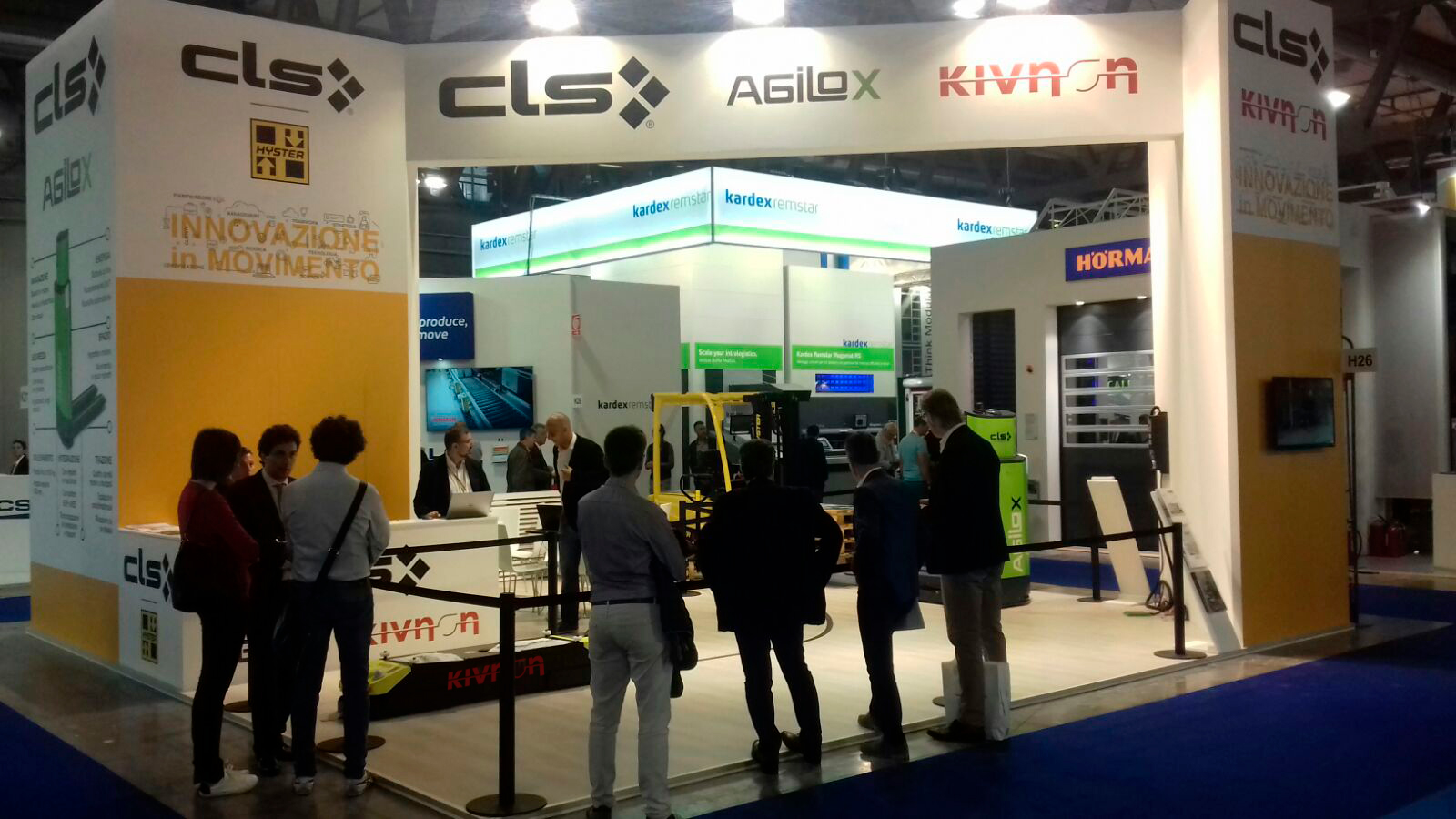
Vista de un stand en Intralogistica Italia 2018 (Milán)

Este complejo se encuentra ubicado en el centro de la capital lombarda y tiene cada año menor importancia. Se puede llegar ahí gracias al metro (estación de "Lotto") o, en tren, bajando a la estación de «Milán - Domodossola», de las Ferrovie Nord.

## ComplejoFieraMilano Rho/Pero
El complejo de Rho/Pero es el más reciente y además el más importante. Se halla en las afueras de Milán, entre los municipios de Rho y de Pero. Fue inaugurado en la primavera de 2005.
Se puede llegar ahí:
- en metro, con la línea 1 «roja» (estación de «Rho-Fieramilano»);
- en tren, bajando a la estación de «Rho-Fiera» de la línea Milán - Turín o de la línea Milán - Varese, Domodossola;
- en coche, por la autopista A4 Turín–Milán–Venecia-Trieste o por la autopista A8 Milán–Como-Varese, salida de «Rho fiera».

Desde el aeropuerto de Milán-Malpensa, hay que tomar el tren Malpensa Express y luego:
- bajar a la estación de Busto Arsizio de las Ferrovie Nord. Ahí, hay que ir andando a la cercana estación de Busto Arsizio del Ferrovie dello Stato y tomar otro tren para Milán, bajando a la estación de «Rho-Fiera».
- de otra manera, bajar al destino de Milán - Cadorna, en el casco antiguo de la capital lombarda, y allí usar la metro, línea 1 «roja», hasta la estación de «Rho-fiera».

Desde el aeropuerto de Milán-Linate, se puede tomar el bus n.º 73 para el casco antiguo de Milán, hasta su destino (Duomo). Ahí hay que coger el metro, línea 1 «roja», hasta la estación de «Rho-fiera».
En los días de exposiciones, hay además servicios de bus desde los aeropuertos hasta el complejo FieraMilano Rho/Pero.

Imágenes históricas de la Feria de Milán por Paolo Monti
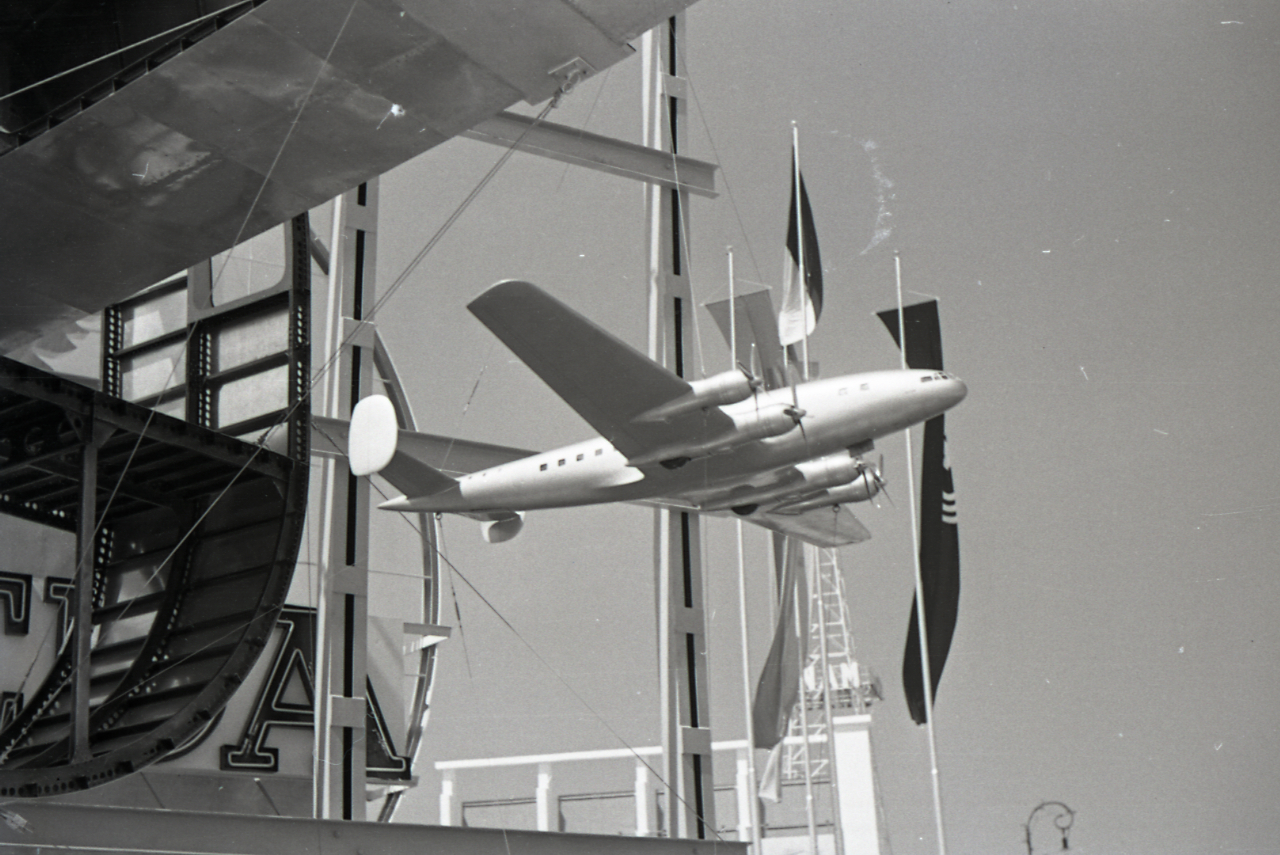
Exposición 1949
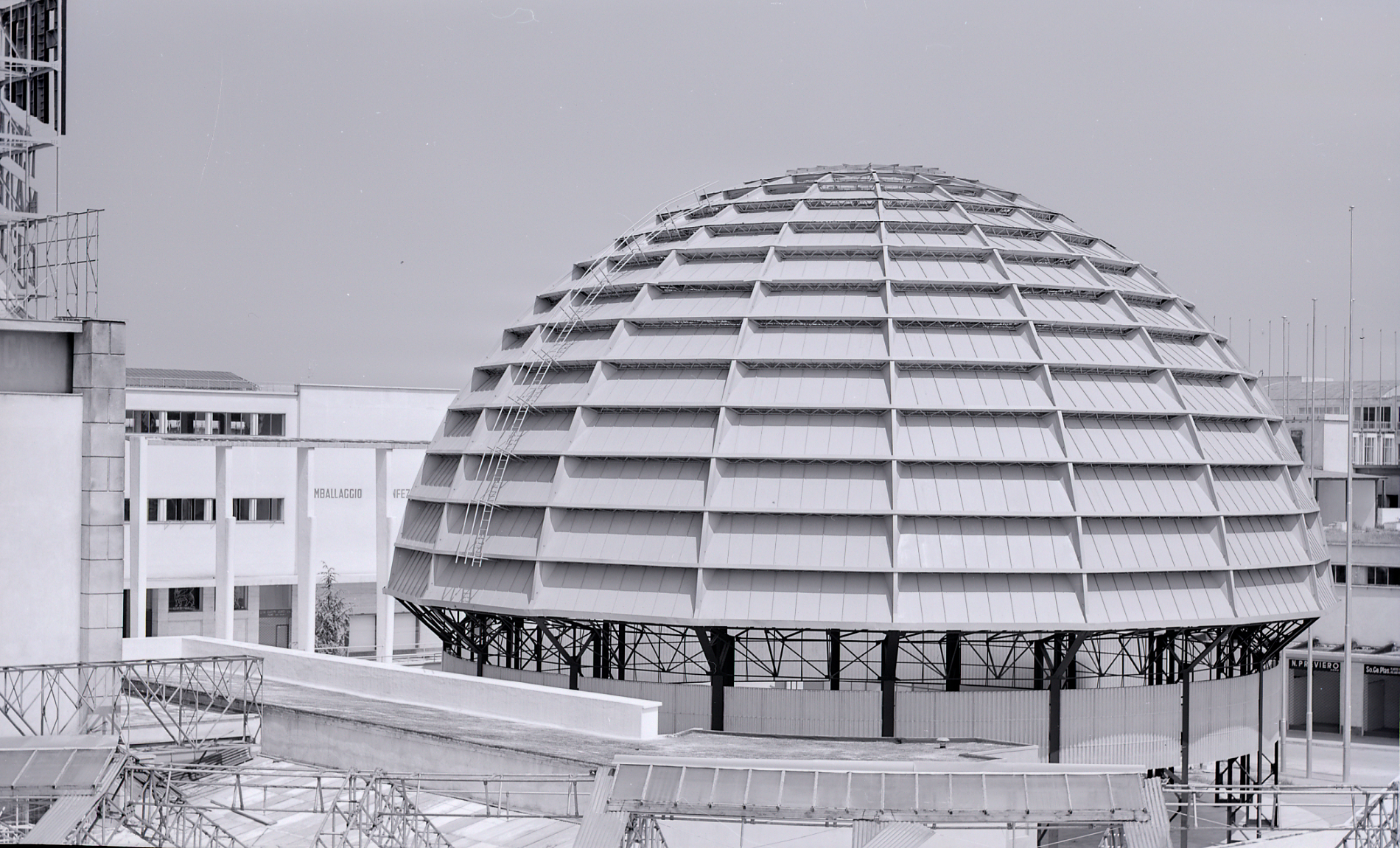
Pabellón ENI, 1959
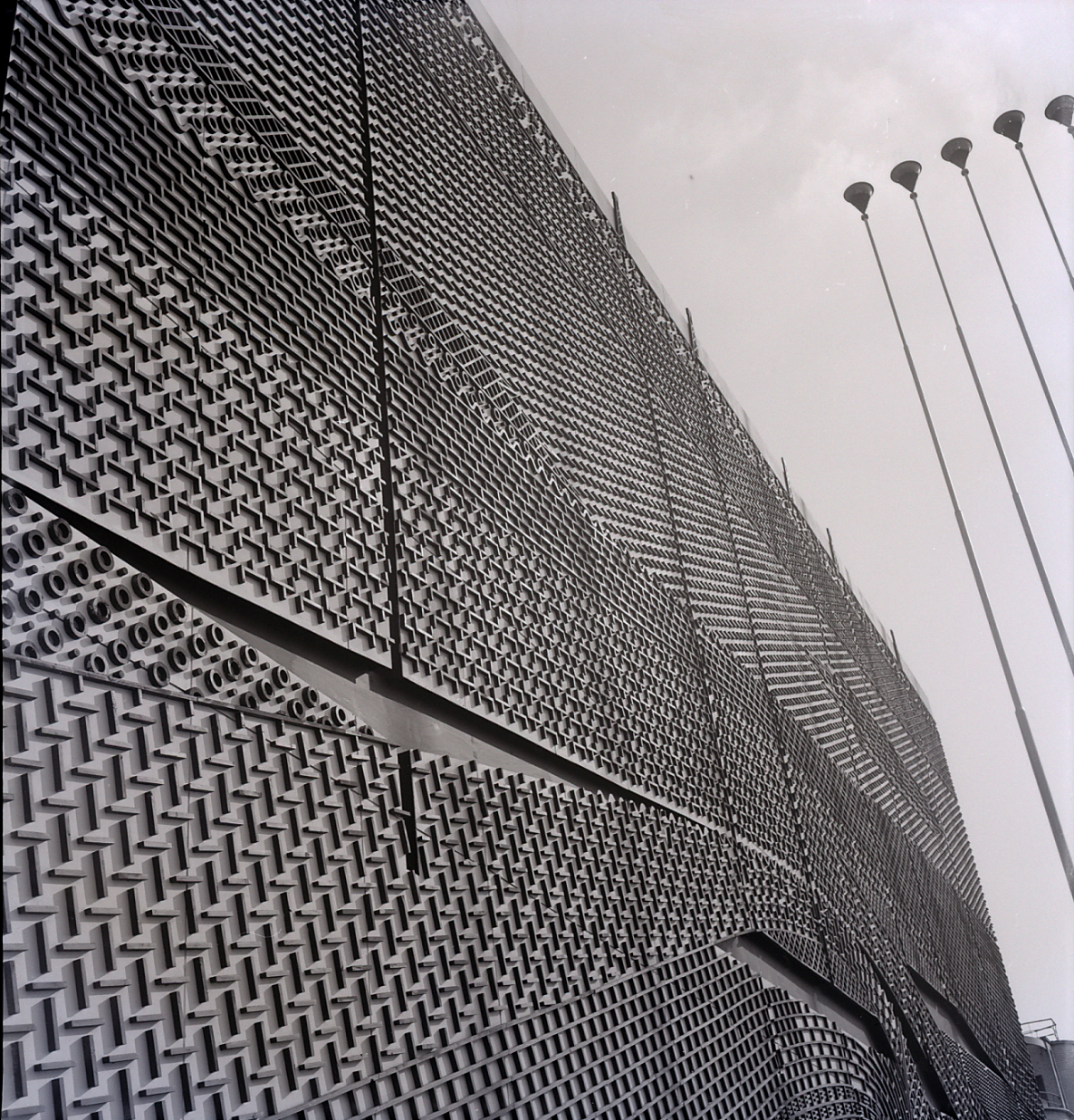
Pabellón ENI, 1959
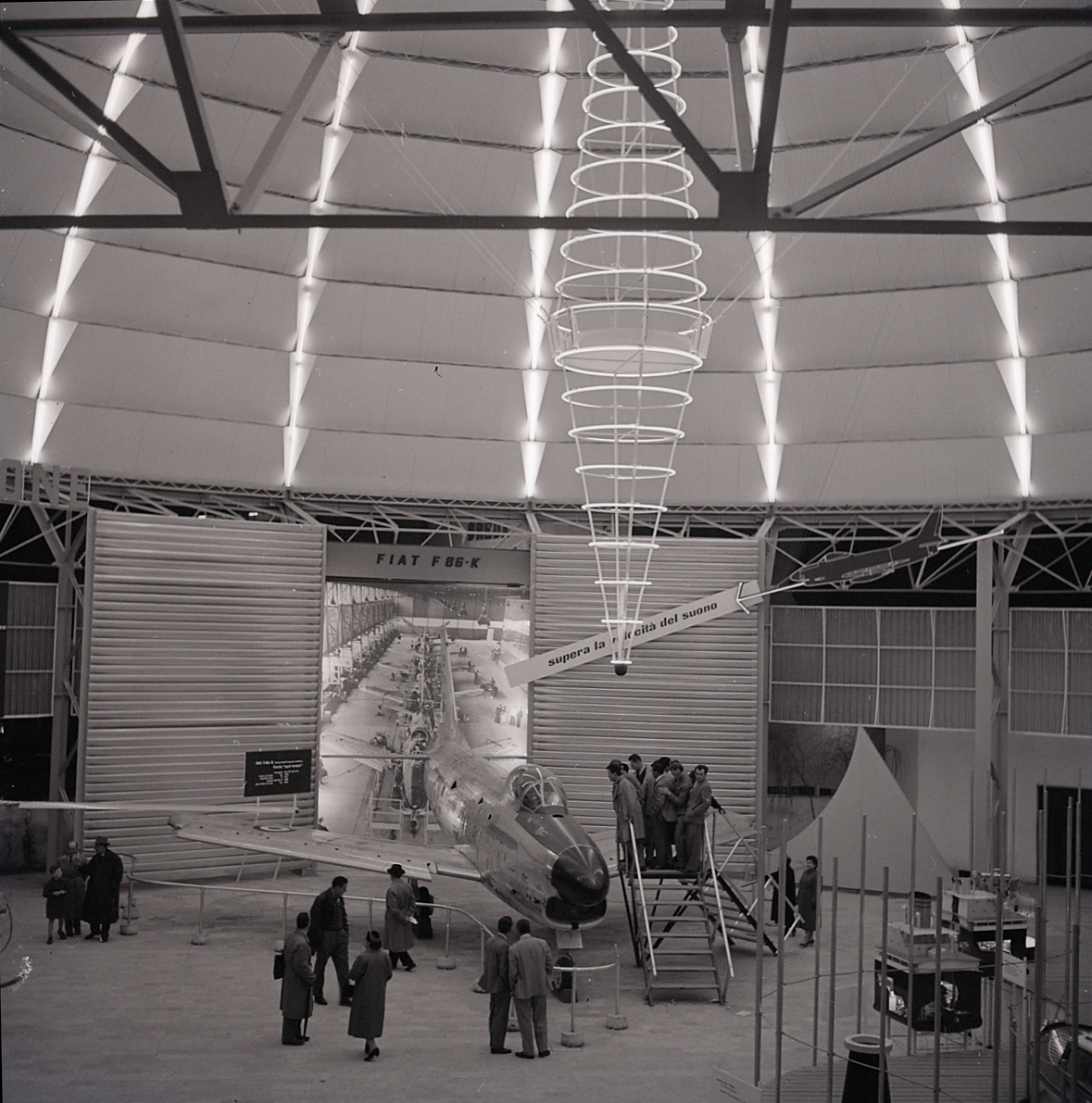
Pabellón ENI, 1959
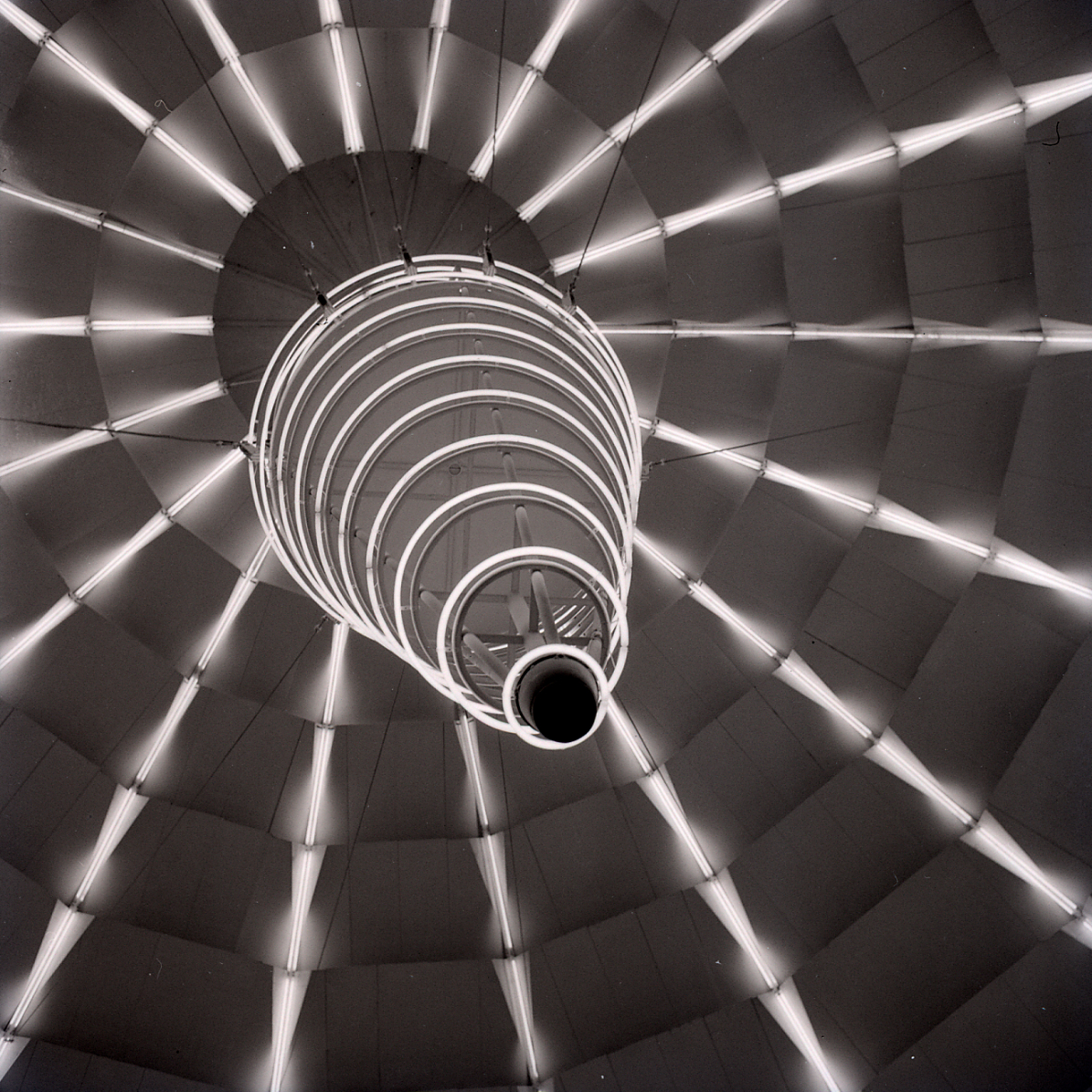
Pabellón ENI, 1959
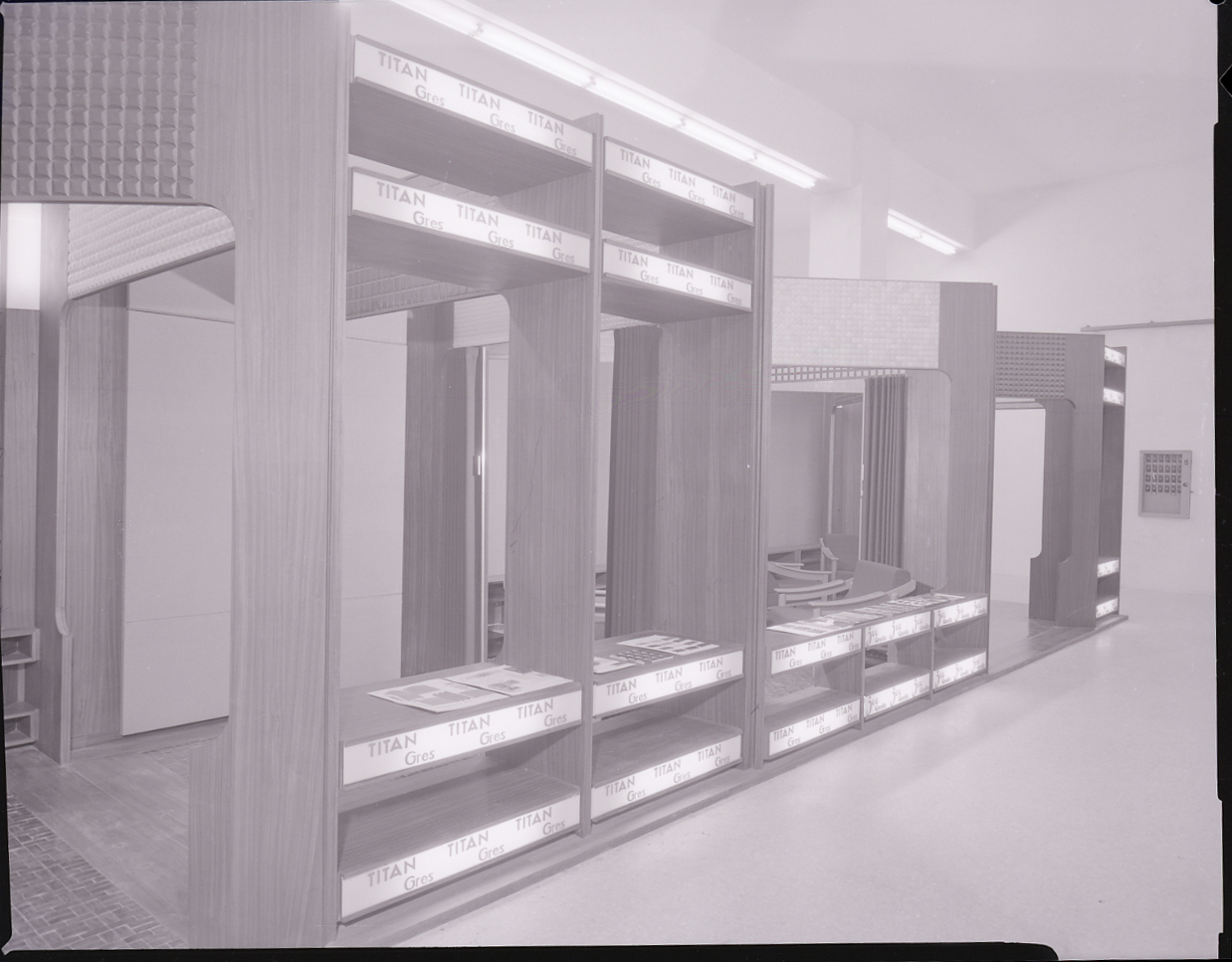
Stand de Titan Gres, 1963
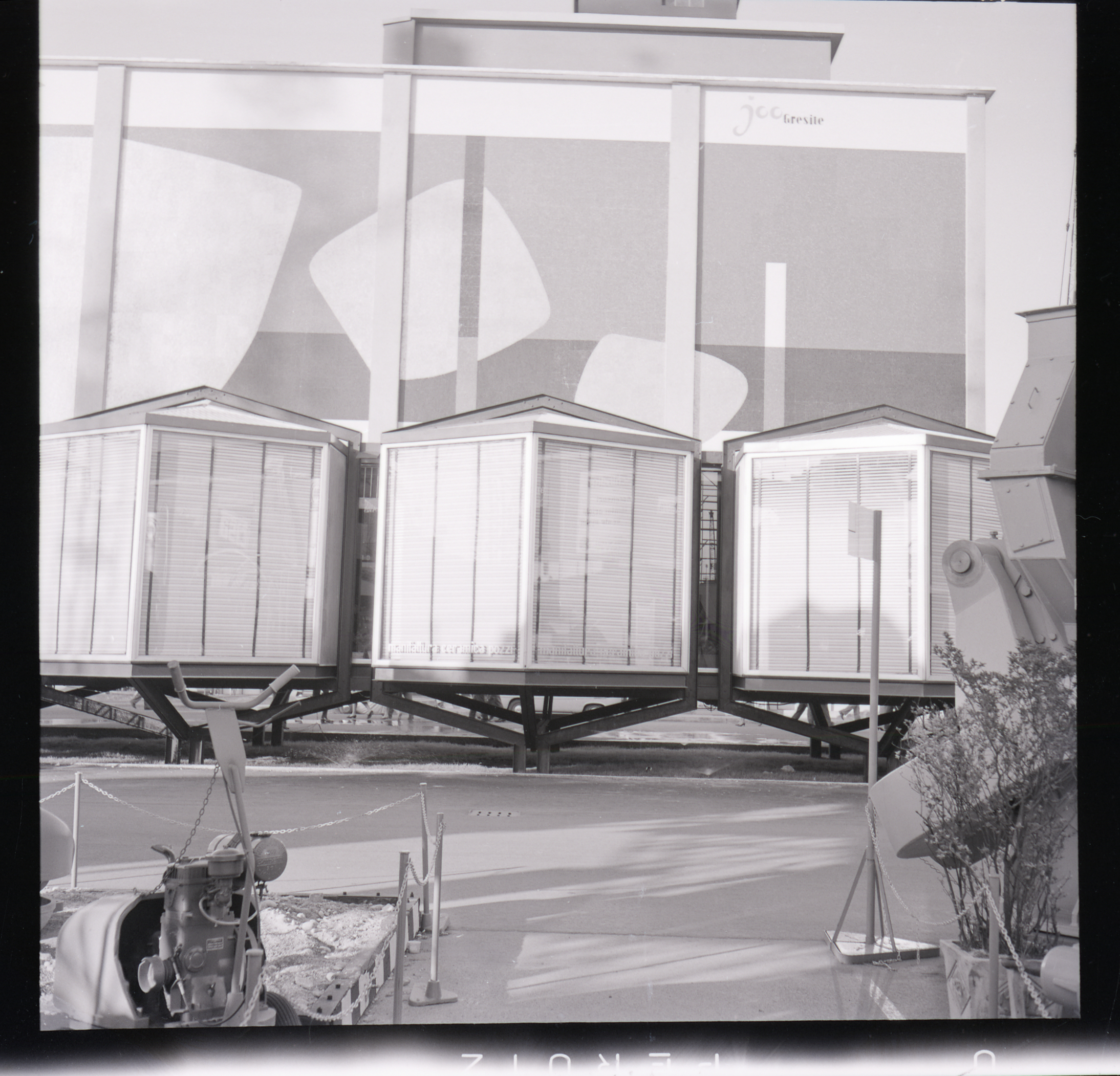
1964